# Iwan Anikiejew
Iwan Nikołajewicz Anikiejew, ros. Иван Николаевич Аникеев (ur. 12 lutego 1933 w Liskach, w obwodzie woroneskim, zm. 20 sierpnia 1992 w Bieżecku) – radziecki pilot wojskowy, członek pierwszego oddziału kosmonautów ZSRR (WWS 1).

## Życiorys
Po ukończeniu wojskowej uczelni lotniczej służył w lotnictwie morskim.
W 1960 wybrano go, aby przygotowywał się do lotu kosmicznego. 7 marca 1960 został jednym z 20 pilotów, którzy dostali się do pierwszego oddziału radzieckich kosmonautów (WWS 1). Przygotowywał się do lotu na statku kosmicznym Wostok. Po zakończeniu kursu 3 kwietnia 1961 pomyślnie zdał egzamin. Dzień później 4 kwietnia został mianowany kosmonautą.
17 kwietnia 1963 został wykluczony z oddziału z powodu naruszenia dyscypliny. Razem z kolegami z oddziału: Grigorijem Nielubowem i Walentinem Fiłatjewem, będąc pod wpływem alkoholu, wdali się w utarczkę z patrolem wojskowym. Raport skierowany do Centrum Przygotowań Kosmonautów przez komendanturę żandarmerii zakończył karierę kosmonauty dla całej trójki.
Po opuszczeniu oddziału Iwan Anikiejew kontynuował służbę w siłach powietrznych. Latał aż do zakończenia służby. Po przejściu do rezerwy zamieszkał w Bieżecku w obwodzie kalinińskim.